# ポストモダン音楽
ポストモダン音楽とは、ポストモダン時代に制作された芸術音楽の伝統的な音楽である。また、ポストモダニズムの美学的・哲学的傾向に従った音楽も指す。
美学的運動としては、モダニズムへの反発から形成された部分もあるが、主にモダニズム音楽 (近代音楽)に対立するものとして定義されているわけではない。ポストモダニストは、学問分野の厳密な定義やカテゴリーに疑問を持ち、それらを単に近代の名残とみなしている。

## ポストモダニストの音楽的態度
音楽におけるポストモダニズムとは、明確な音楽スタイルではなく、ポストモダン時代の音楽を指す。一方、ポストモダニズムの音楽は、モダニズムの後に生まれ、モダニズムに反発する芸術であるポストモダニズムの芸術と特徴を共有している。
音楽分析の講師であるレベッカ・デイは、「音楽評論の世界では、ポストモダニズムは、かつての美学的な言説を支配していたと考えられている、耽美主義／形式主義、主観／客観、統一／不統一、部分／全体などの二項対立のヘゲモニーから意識的に離れようとしていると考えられています」と書いている。
ポストモダニズムと文化に関する考え方の中心人物であるフレデリック・ジェイムソンは、ポストモダニズムを「後期資本主義の論理の文化的支配者」と呼び、グローバル化によってポストモダンの文化が資本主義と密接に結びついていることを意味している(その20年後に書かれたマーク・フィッシャーはさらに進んで、実質的に唯一の文化的可能性と呼んでいる)。
デイビッド・ビアードとケネス・グローグは、ジェイムソンや他の理論家の意見を参考にしながら、音楽においてポストモダニズムは単なる態度ではなく、現在の文化的な断片化の状況においては必然的なものであると主張している。テオドール・アドルノは、1938年にはすでに「文化的に支配的な価値観」の崩壊の傾向を指摘し、音楽におけるジャンルや価値観の区別の終わりの始まりとして、あらゆるジャンルの商品化を挙げていた。
ポストモダニズム運動は、その名の通り、モダニズムの理想に反発して形成された部分があるが、実際にはポストモダン音楽は、特定の反応や運動、態度というよりも、機能性やグローバリゼーションの影響に関係している。ジェイムソンは、資本主義に直面して、「ポストモダンという概念は、そもそも歴史的に考えることを忘れてしまった時代に、現在を歴史的に考えようとする試みとして把握するのが最も安全である」と述べている。

## 特徴
ジョナサン・クレイマーは、ウンベルト・エーコやジャン・フランソワ・リオタールに倣って、ポストモダニズム（音楽的なポストモダニズムを含む）は、表面的なスタイルや歴史的な時代（つまり、条件）ではなく、態度であるという考えを提唱している。
クレイマーは16の「ポストモダン音楽の特徴」を列挙している。これはポストモダンな方法で理解される音楽、ポストモダンな聴取戦略を呼び起こす音楽、ポストモダンな聴取体験を提供する音楽、ポストモダンな作曲方法を示す音楽という意味である。
1. モダニズムの単純な否定や継続ではなく、破局と延長の両方の側面を持つ。
2. 何らかのレベルで、何らかの方法で、皮肉であること。
3. 過去と現在のソノリティと手順の境界を無視していること。
4. ハイスタイルとロースタイルの垣根に挑戦すること。
5. 構造的な統一性という、しばしば疑われない価値を軽視していること。
6. エリート主義的な価値観と大衆的な価値観が相互に排他的であることに懐疑的であること。
7. 全体化するような形式を避けること。(例えば、曲全体が調性や連続性を持っていたり、規定の形式に当てはめられたりすることを望まない。）
8. 音楽を独立したものとしてではなく、文化的、社会的、政治的な文脈に関連するものとして考えることができること。
9. 多くの伝統や文化の音楽を引用したり、参照したりすることができること。
10. テクノロジーを、音楽を保存・伝達するための手段としてだけでなく、音楽の制作や本質に深く関わっていると考えること。
11. 矛盾を受け入れること。
12. 二項対立に不信感を抱いていること。
13. 断片化と不連続性を含むこと。
14. 多元主義と折衷主義を包含すること。
15. 複数の意味と複数の時間性を提示すること。
16. 意味、さらには構造を、楽譜や演奏、作曲家よりも聞き手に求めること。

ダニエル・オルブライトは、音楽的ポストモダニズムの主な傾向を次のようにまとめている。
1. ブリコラージュ
2. 多様性
3. 偶然性

## 経過
ある作家は、ポピュラー音楽におけるポストモダン音楽の出現は、サイケデリック・ロックやビートルズの後期のアルバムの1つまたは複数に影響されて、1960年代後半に起こったと指摘している。ビアードとグロアグは、ジェイムソンの「1960年代に音楽スタイルや言語が急激に変化したことは、現在ではポストモダニズムの反映とみなされている」という説を引用して、この立場を支持している。また、音楽を中心とした芸術分野におけるポストモダニズムの始まりを1930年頃とする人もいる。Modern Music And Afterの著者ポール・グリフィスは1970年代が大きな時代の節目であり、これ以降はすべてポスト・モダニズムであると定義している。
しかしながら、ポストモダンというカテゴライズは21世紀の音楽史には簡単に適用することができなくなってしまっている。かつてポストモダニズムが提唱された1970年代ですら、人々は紙で音楽を知り、レッスンをマンツーマンで受け、古典的な課題曲やエクリチュールをこなしていたのに対して、音楽はタブレットの上に移行し始めており、マンツーマンではなくZoom上のレッスンに変わり、古典的な課題曲は要求されなくなった。そもそもポストモダン音楽は総じて「現代音楽のセリー技法が分かりづらい」から始まったものであり、12音技法が生まれた直後に現れた音楽も「ポストモダン」であったことに留意する必要がある。1950年代はプロコーフィエフやシェーンベルクの著作権もなくなるため、これらの作曲家の演奏に障害はなくなる。なくなってしまえば作曲家の語法の習得は容易になるため、今後「セリー技法がわからないからポストモダン」という駄々こねは、存続する理由がなくなってしまう。
総じて「ポストモダン音楽」は調性を巡る人類の戦いであったとさえ言えるのである。多くのポストモダン音楽は、調性に依存しているために先鋭的になれない。「ミニマリズム？そんなものは死」と喝破したのはモダニズムの巨匠エリオット・カーターであった。調性が死んでも調性に依存したい人間の欲望は、21世紀の今もなお消えない。